# 細畑駅
細畑駅（ほそばたえき）は、岐阜県岐阜市細畑五丁目にある名古屋鉄道各務原線の駅である。駅番号はKG15。

## 歴史
- 1926年（大正15年）1月21日 - 各務原鉄道の駅として開業。
- 1935年（昭和10年）
  - 3月28日 - 合併により名岐鉄道の駅となる。
  - 8月1日 - 社名変更により名古屋鉄道の駅となる。
- 1967年（昭和42年）2月16日 - 無人化[1]。
- 1979年（昭和54年）
  - 3月18日 - 上り線高架化[2]。
  - 12月16日 - 全面高架化[3]。
- 2006年（平成18年）12月16日 - トランパス・駅集中管理システム導入。
- 2011年（平成23年）2月11日 - ICカード乗車券「manaca」供用開始。
- 2012年（平成24年）2月29日 - トランパス供用終了。

## 駅構造
4両編成対応の2面2線の相対式ホームを持つ高架駅。駅集中管理システムが導入された無人駅（管理駅は名鉄岐阜）である。改札口は地上部分に1箇所あり、付近には自動券売機（通勤manaca定期券（新規・継続）および通学manaca定期券（継続のみ）の購入も可能。ただし、名鉄ミューズカードでの決済は7:00～22:00の間に限られる。）および自動精算機（ICカードのチャージ等も可能）を1台ずつ備えている。ホームと改札口は階段のみで繋がっており、エレベーター等のバリアフリー設備やトイレはない。
田神～切通間が各務原線内唯一の高架区間である。当駅北方のJR高山本線乗越部は築堤高架である。また、ホーム全体が半径300mの曲線上にあって大きく湾曲している。

### のりば
| 番線 | 路線        | 方向 | 行先         |
| ---- | ----------- | ---- | ------------ |
| 1    | KG 各務原線 | 上り | 犬山方面     |
| 2    | KG 各務原線 | 下り | 名鉄岐阜ゆき |

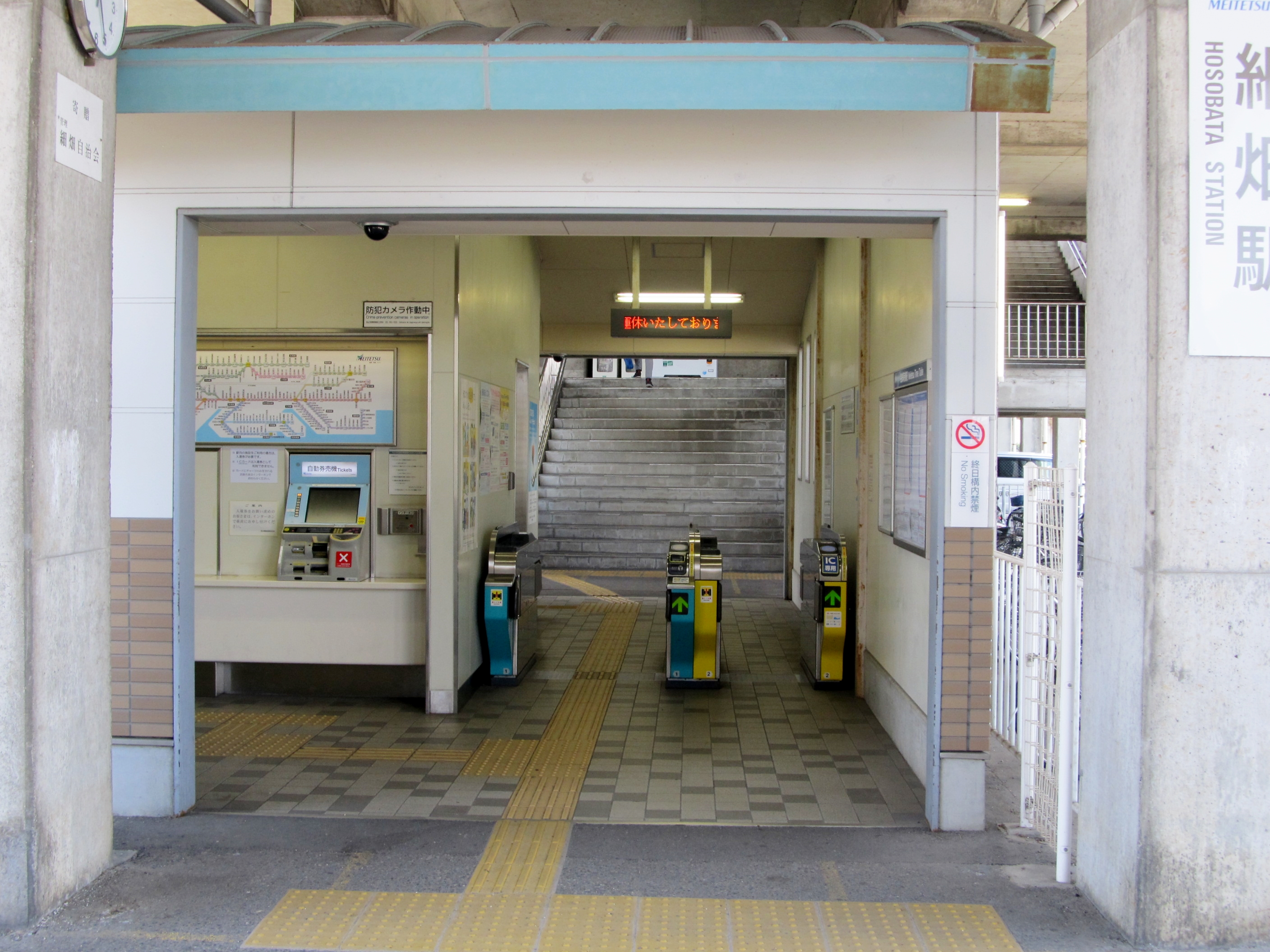
改札口
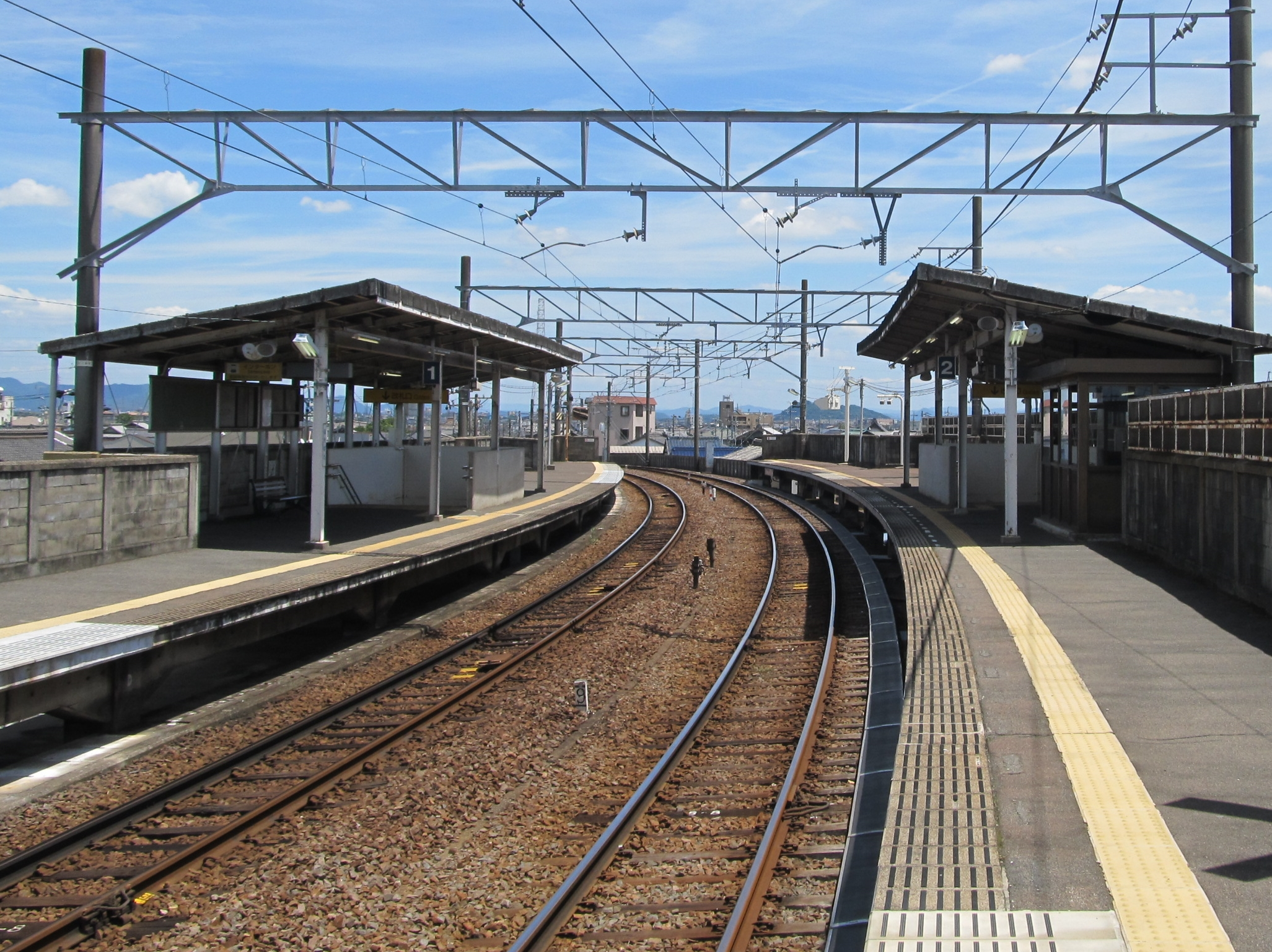
ホーム
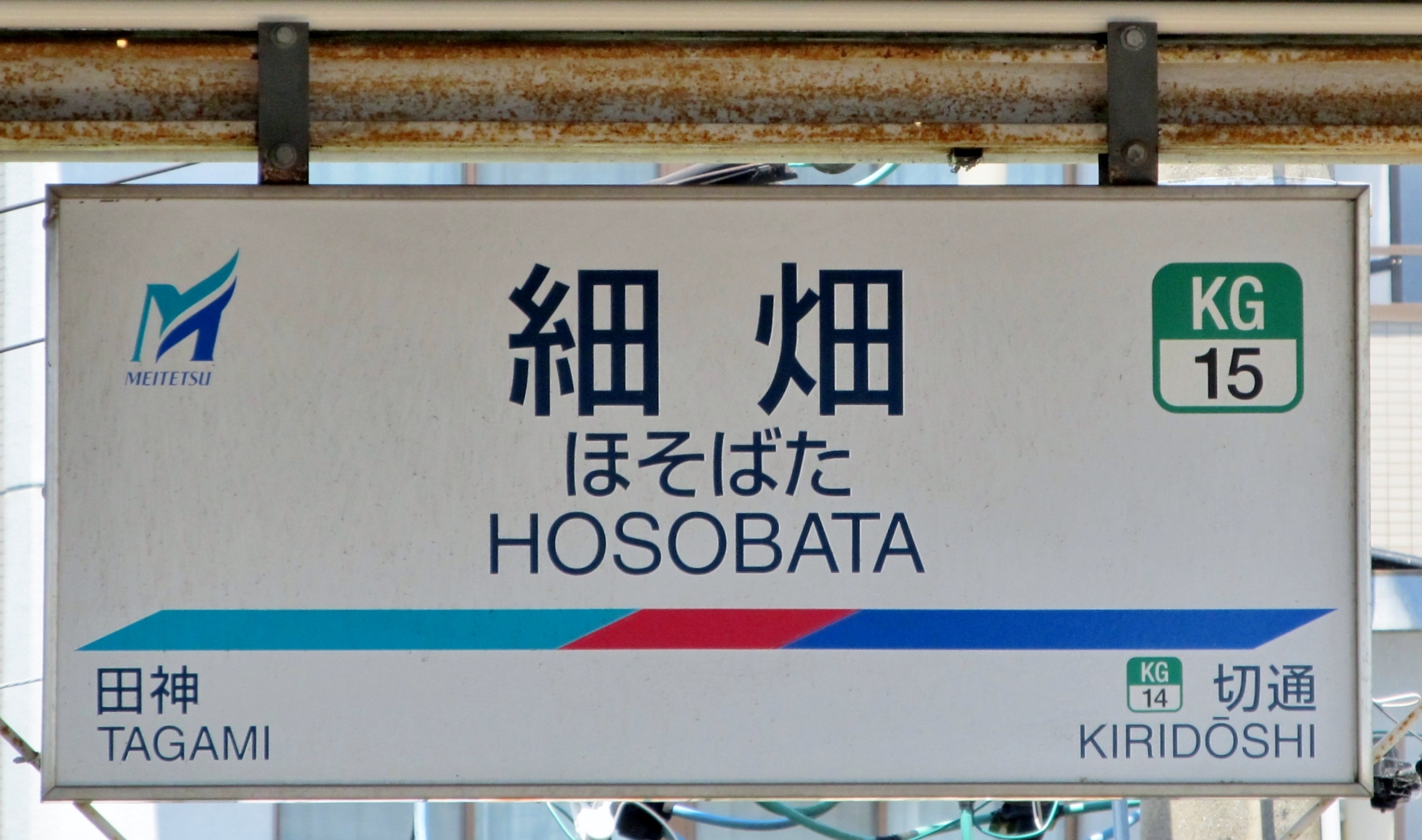
駅名標

### 配線図
| ← 岐阜方面 | 細畑駅 構内配線略図 | → 新那加・ 名古屋方面 |
| 凡例 出典: |                     |                       |

## 利用状況
- 『名鉄120年：近20年のあゆみ』によると2013年度当時の1日平均乗降人員は1,787人であり、この値は名鉄全駅（275駅）中187位、各務原線（18駅）中8位であった[8]。
- 『名古屋鉄道百年史』によると1992年度当時の1日平均乗降人員は1,456人であり、この値は岐阜市内線均一運賃区間内各駅（岐阜市内線・田神線・美濃町線徹明町駅 - 琴塚駅間）を除く名鉄全駅（342駅）中196位、各務原線（18駅）中11位であった[9]。

名鉄社史および移動等円滑化取組報告書による一日平均乗降人員の推移は以下の通りである。
| 年度               | 一日平均 乗降人員 | 備考   |
| ------------------ | ----------------- | ------ |
| 1992（平成04）年度 | 1456              | [ 9 ]  |
| …                  |                   |        |
| 2013（平成25）年度 | 1787              | [ 8 ]  |
| …                  |                   |        |
| 2019（令和元）年度 | 1812              | [ 10 ] |
| 2020（令和02）年度 | 1504              | [ 11 ] |
| 2021（令和03）年度 | 1521              | [ 12 ] |

## 駅周辺
岐阜市に所在するが、駅南を流れる境川を渡ると、羽島郡岐南町に入る。
- 国道156号（岐阜東バイパス：駅直下）
  - 駅出入口は国道とは反対側の東側にある。
- タクシー乗り場

## バス路線
駅の北側に373バス（岐阜市コミュニティバス）の「細畑華南」バス停がある。
- 「細畑華南」バス停
  - 県総合医療センター方面
  - イオン各務原店方面

駅の南側に岐阜バス・岐南町線の｢細畑｣ バス停がある｡
- 「細畑」バス停
  - JR岐阜・岐阜大学病院方面
  - 岐南町三宅方面

## 隣の駅
名古屋鉄道
KG 各務原線
■普通
田神駅（KG16） - 細畑駅（KG15） - 切通駅（KG14）